# Tetradenia riparia
Espèce
Synonymes
- Iboza bainesii N.E. Br.
- Iboza galpinii N.E. Br.
- Iboza riparia N.E. Br.
- Moschosma riparium Hochst. - Basionyme[1]

Tetradenia riparia est une espèce de plantes à fleurs de la famille des Lamiacées. Il est parfois appelé Iboza en zoulou dans sa région d'origine, faux patchouli en français, "Ginger bush", ou "Misty Plume Bush" en anglais, et "mirra" ou "pau-de-incenso" au Brésil, en raison de l'odeur de son feuillage rappelant le patchouli. C'est une plante arbustive originaire d'Afrique australe (Zimbabwe, Mozambique, Swaziland, KwaZulu-Natal).

## Utilisation
Il est couramment planté dans les jardins comme ornementale en raison de son abondante floraison décorative. La floraison n'a lieu que sous les climats subtropicaux ou tempérés.

## Propriétés médicinales
Cet arbuste est considéré comme une plante médicinale. L'huile essentielle de ses feuilles de Tetradenia riparia présente des activités antipaludiques.

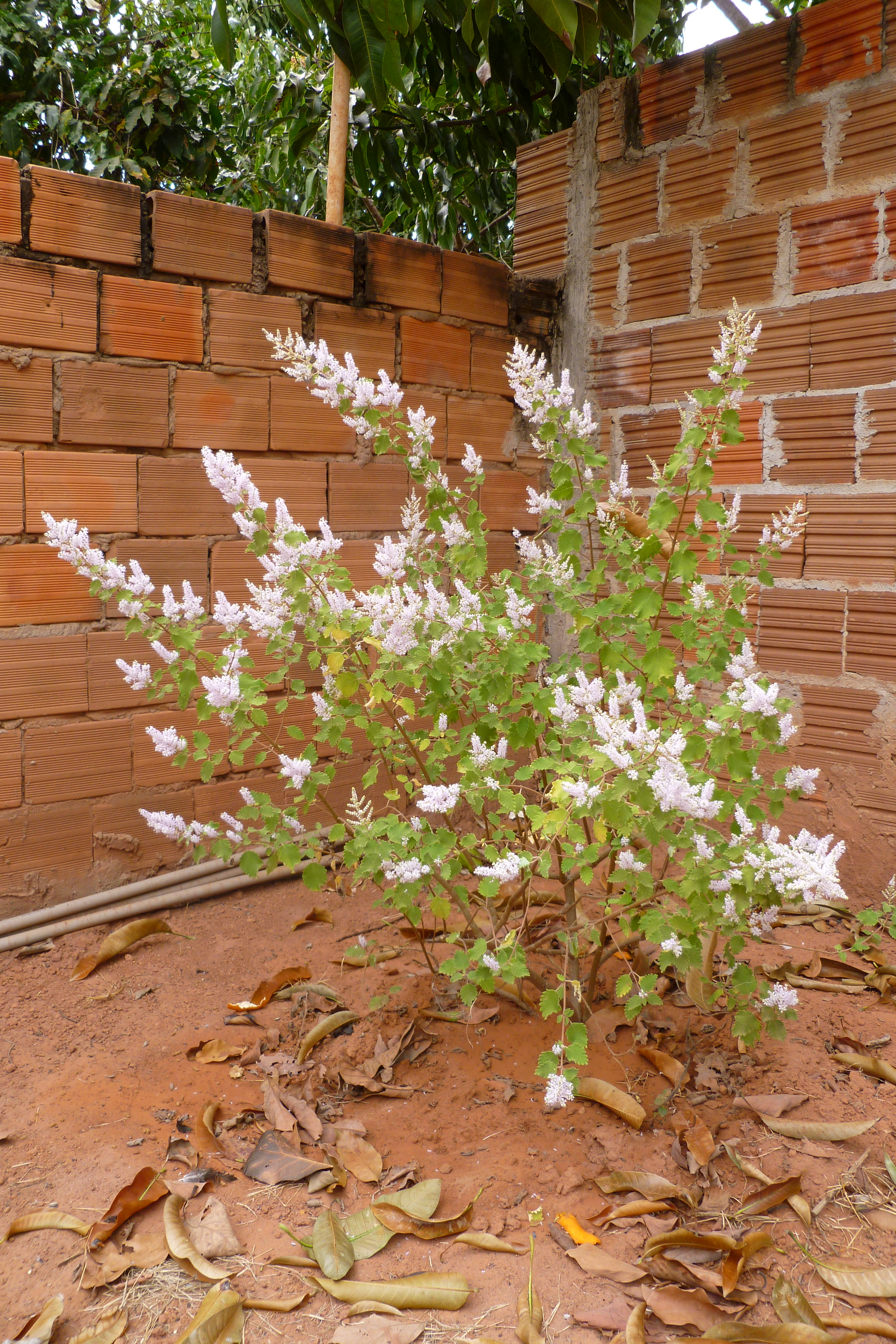
Vue d'ensemble de Tetradenia riparia en culture dans un jardin.
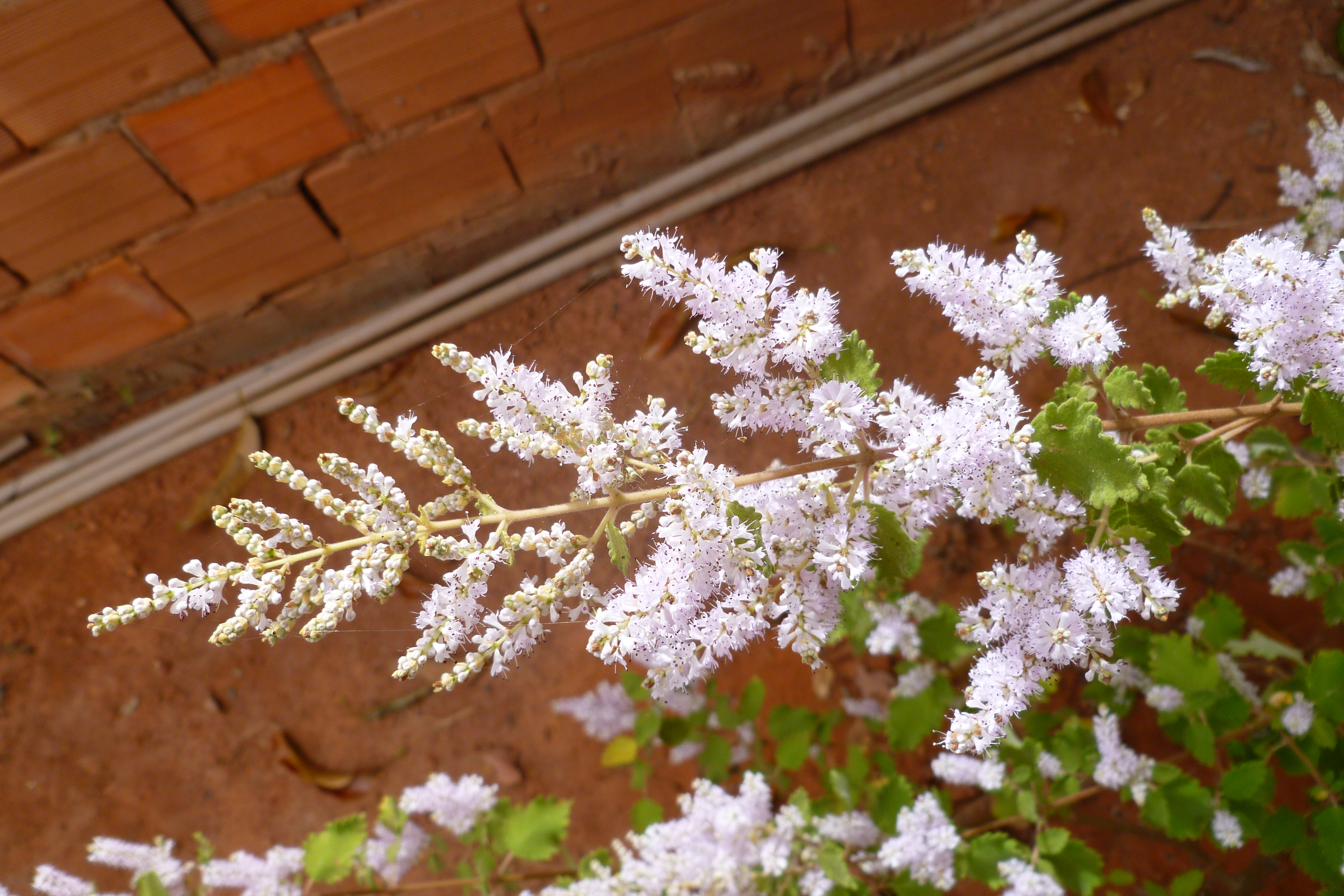
Inflorescence de Tetradenia riparia.
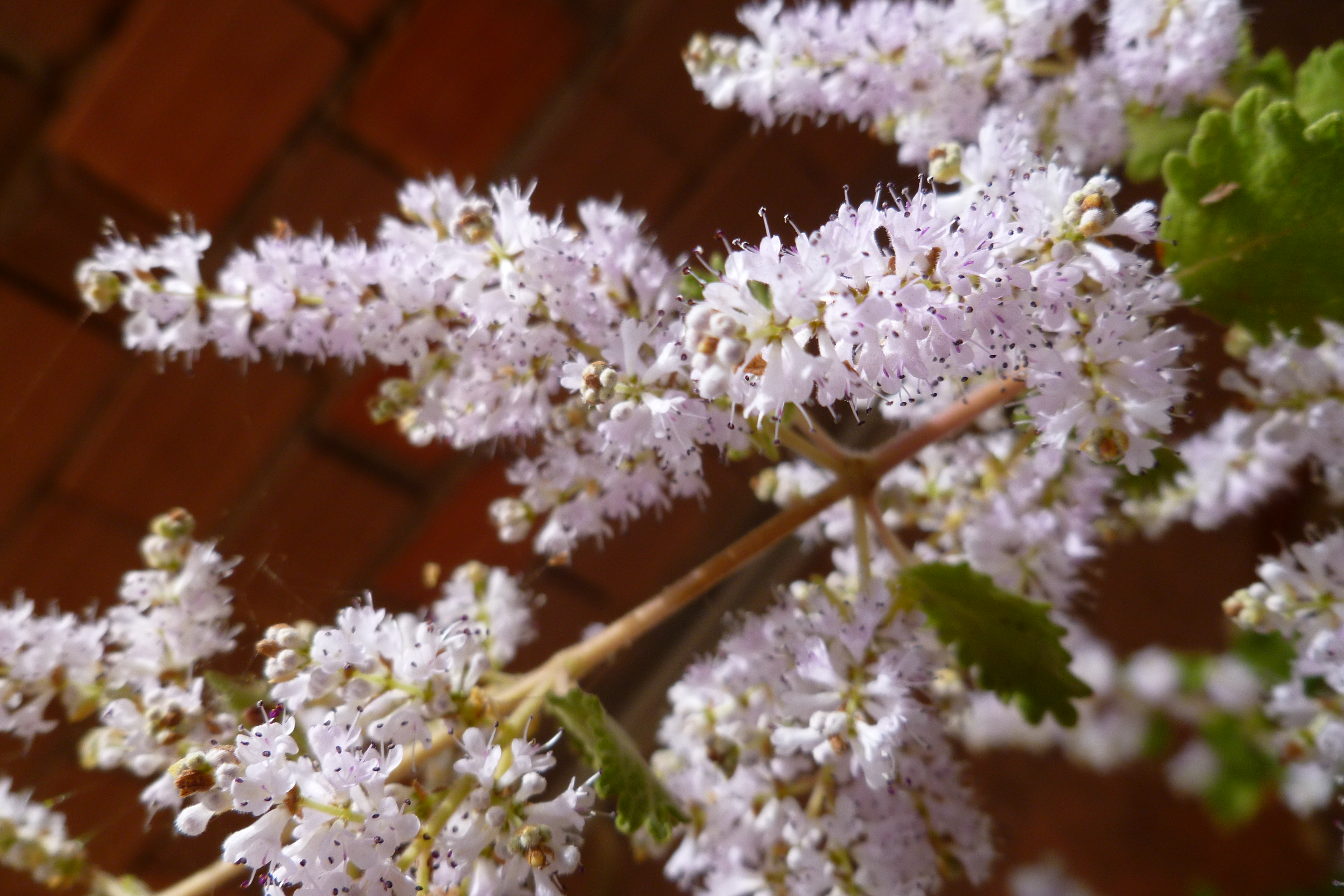
Détail de l'inflorescence de Tetradenia riparia.
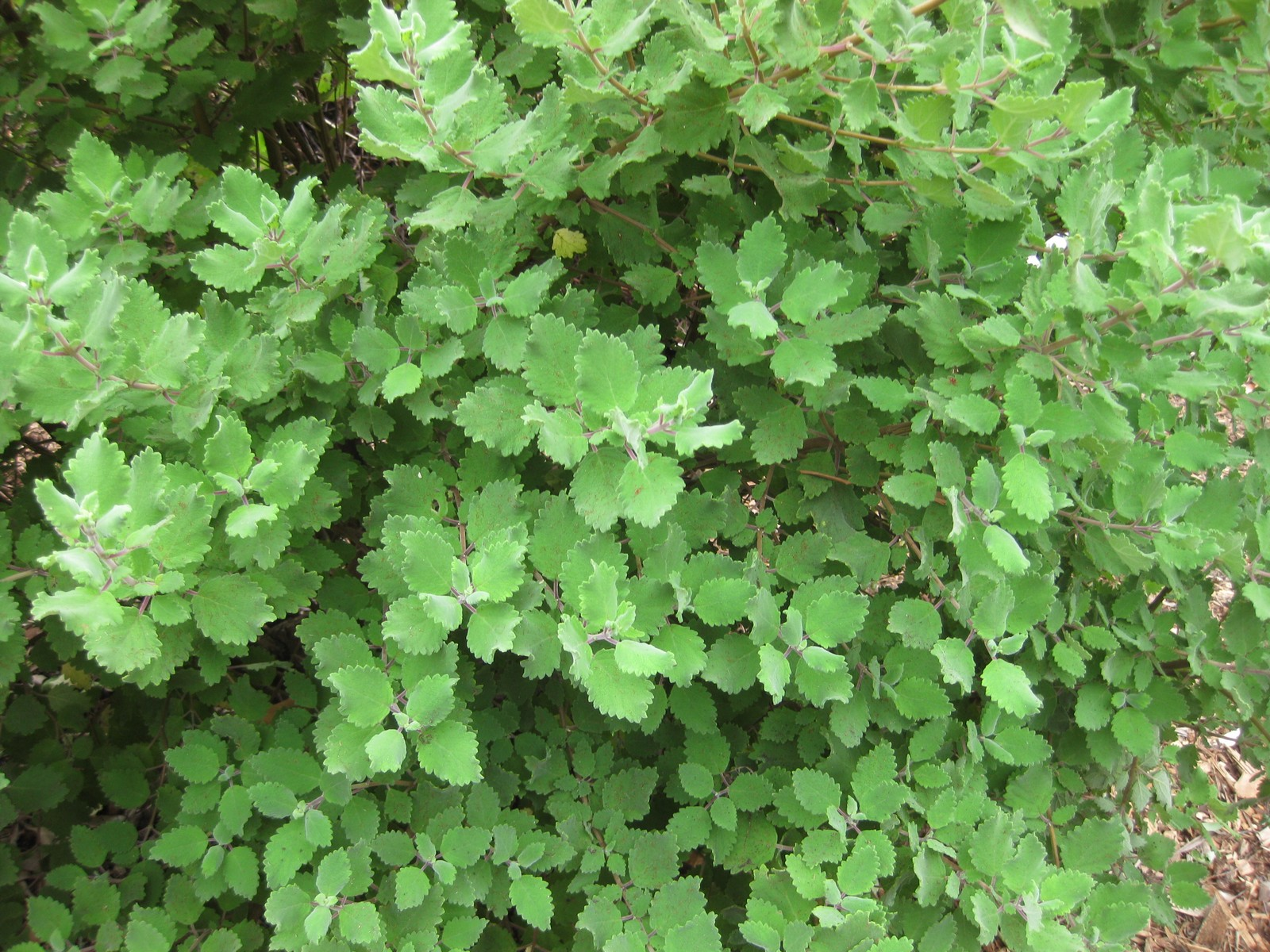
Feuillage de Tetradenia riparia.
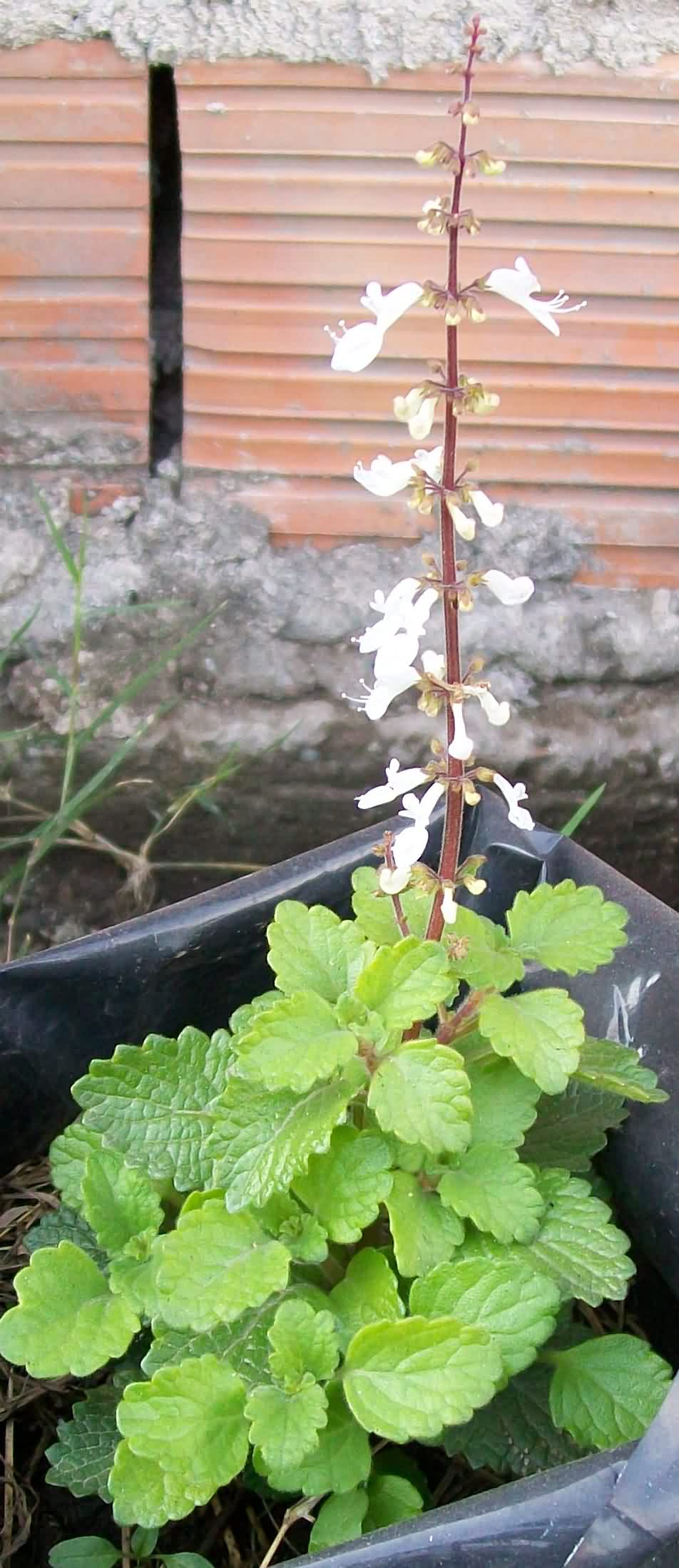
Bouture fleurie de Tetradenia riparia.
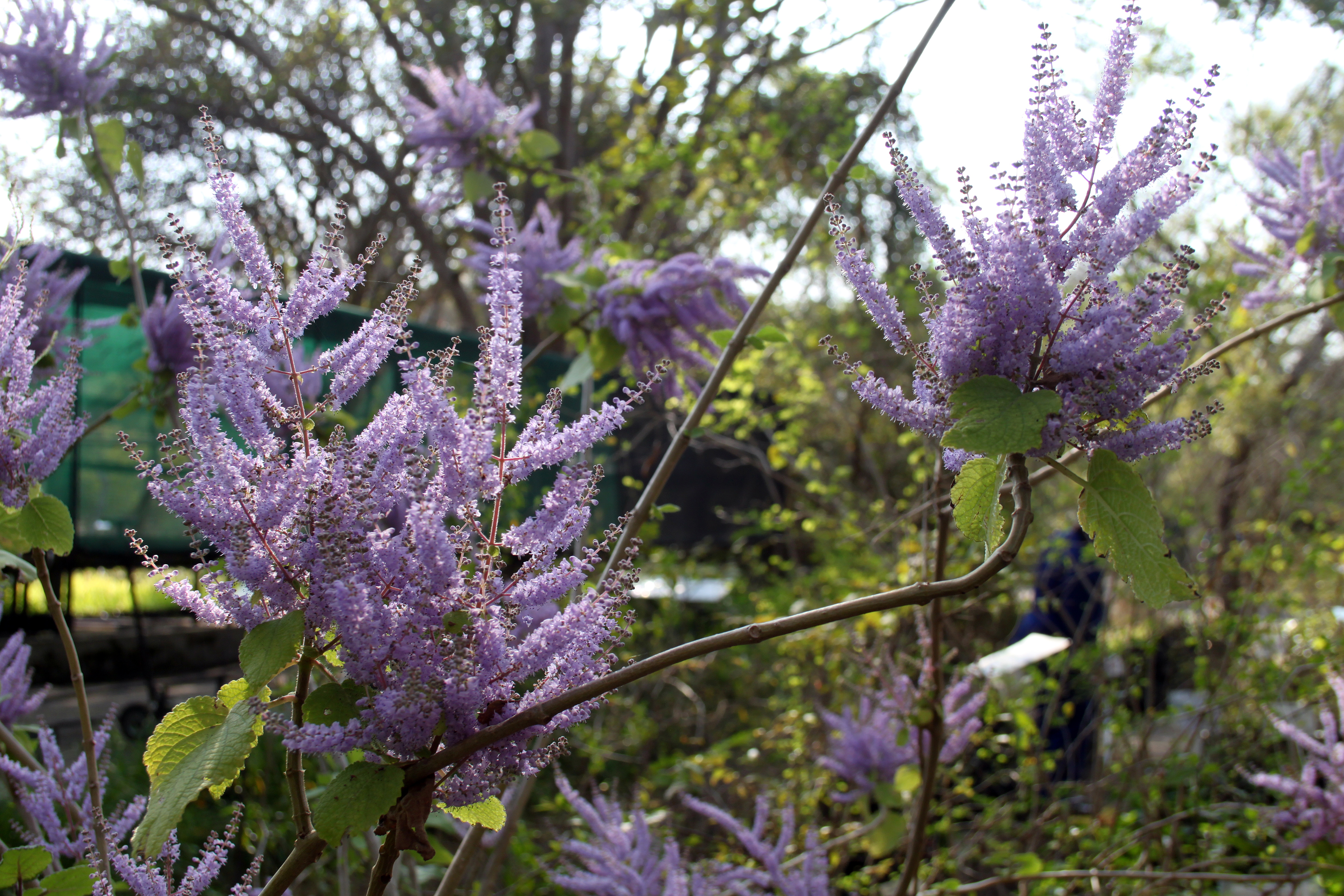
Forme à fleurs mauves de Tetradenia riparia.
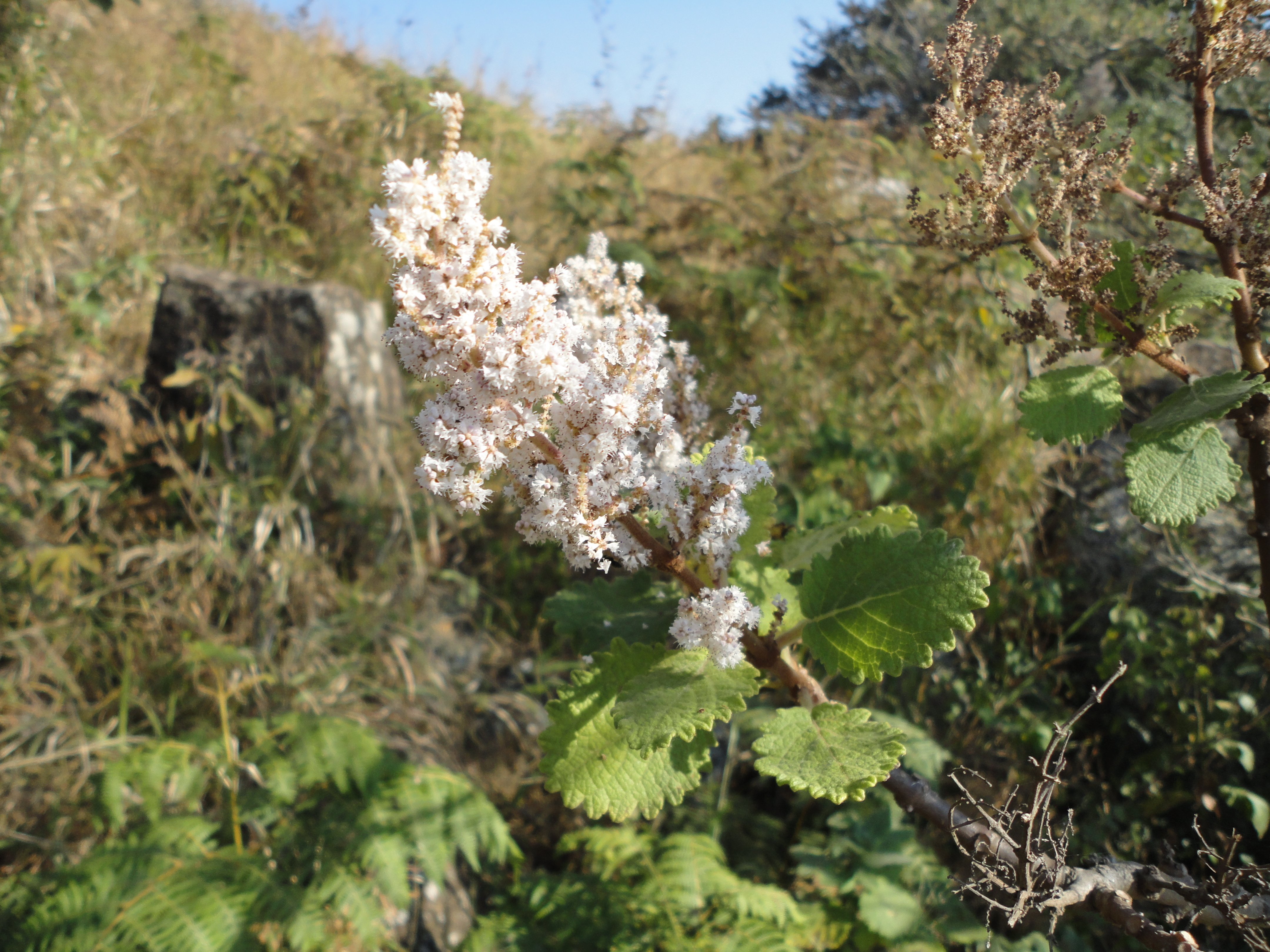
Tetradenia riparia dans son habitat naturel à Louwsburg (KwaZulu-Natal, en Afrique du Sud).
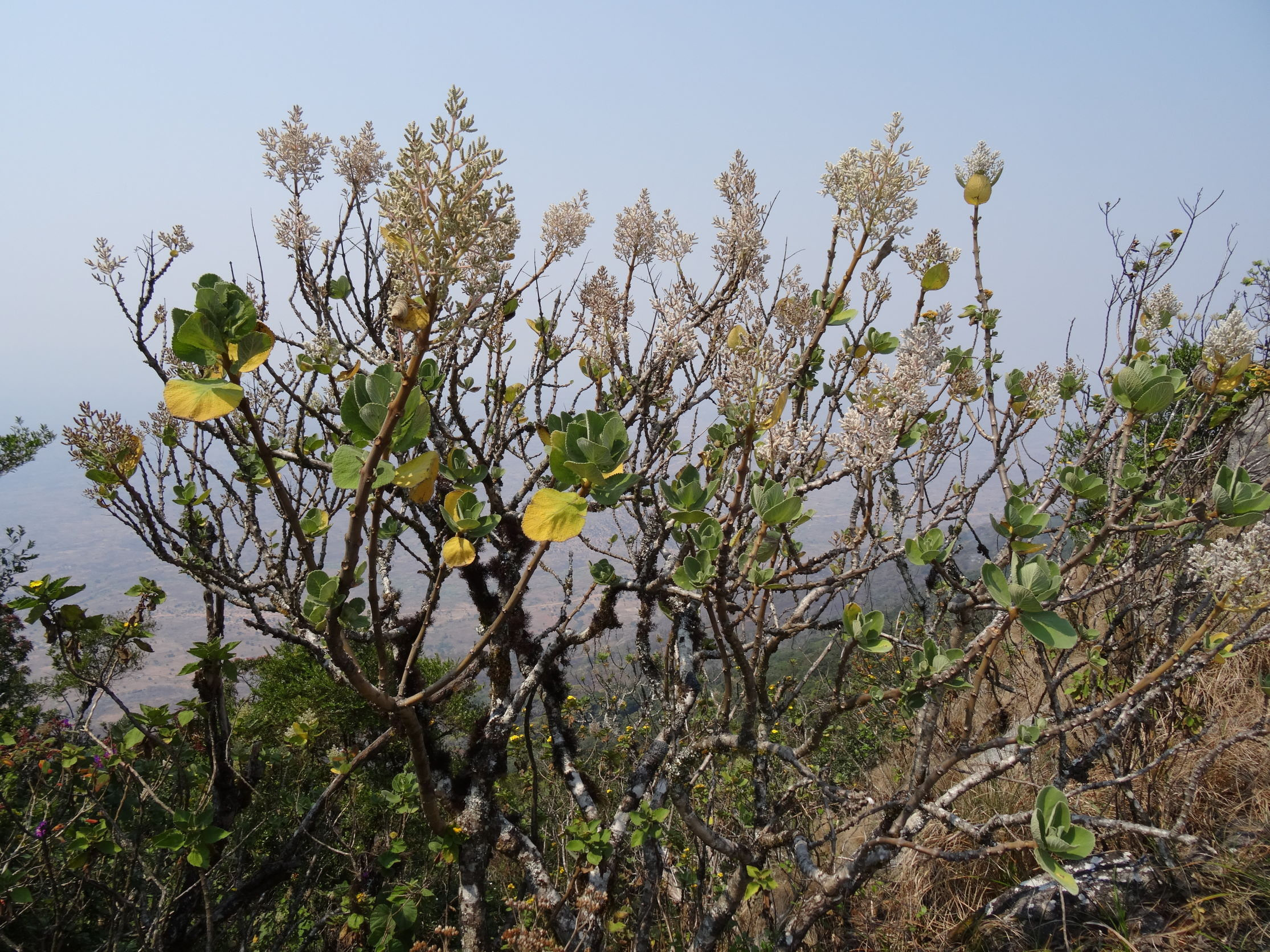
Tetradenia riparia in situ à 1600 m d'altitude (proche de Ribáuè au nord du Mozambique).